# Нікітіно (Таруський район)
Нікітіно (рос. Никитино) — присілок в Таруському районі Калузької області Російської Федерації.
Населення становить 4 особи. Входить до складу муніципального утворення Село Роща.

## Історія
Від 2004 року входить до складу муніципального утворення Село Роща

## Населення
| 2002 | 2010 |
| ---- | ---- |
| 4    | →4   |